# Eduard Herbst
Eduard Herbst (magyarosan: Herbst Ede) (Bécs, 1820. december 9. – Bécs, 1892. június 25.) osztrák politikus és miniszter.

## Életútja
Jogot végzett és azután pénzügyi tisztviselő lett. 1847-ben a tanári pályára lépett és a büntetőjog tanára lett előbb a lembergi, 1858-ban pedig a prágai egyetemen. Az alkotmányos éra beköszöntével (1861) a politikai pályára adta magát és nemcsak a cseh tartománygyűlésbe, hanem a bécsi birodalmi gyűlésbe is beválasztották. Rövid idő alatt az alkotmányos német pártnak egyik vezéregyéniségévé küzdötte fel magát. Oroszlánrésze volt az 1867. évi valláspolitikai parlamentáris küzdelmekben, melyek a konkordátum felmondása nyomában jártak és ezekben a viharos napokban szerezte népszerűségét. 1867. december 30-án tagja lett a Karl von Auersperg herceg elnöklete alatt megalakult I. alkotmányos (polgár-) minisztériumnak, melyben az igazságügyi tárcát elvállalta. Ebben az állásban számos üdvös reformot létesített. 1870 elején elvtársaival együtt beadta lemondását. Ezután a parlamentáris ellenzék padjain foglalt helyet, ahonnan a német hegemóniáját veszélyeztető Potocki- és Hohenwart-féle federalisztikus kabinetek ellen a legkíméletlenebb támadásokat intézte. A federalisztikus rendszer bukása után (1871. október 30.) a német minisztériumok ellen is személyes jellegű harcot folytatott, arra kényszerítvén azokat, hogy a lengyelekre, német klerikálisokra és az ócsehekre támaszkodjanak. Midőn 1878 tavaszán az udvar Bosznia okkupálását tervezte, Andrássy Gyula külügyminiszter mindenekelőtt Herbstet iparkodott megnyerni e hódító politika részére, de ez az első pillanattól kezdve mindenképpen szerencsétlen politikának nézte az okkupációt és párthíveivel együtt nemcsak a delegációban, hanem a birodalmi gyűlésen is a legerélyesebben kikelt ellene. Sőt, ezeket a támadásokat még 1879-ben is folytatta. Csak midőn a császár az Auersperg-kabinet elbocsátása után (1879. augusztus 20.) gróf Taaffera bízta az ügyek vezetését, vette észre Herbst, hogy túllőtt a célon. A sarokba szorult német ellenzék élén Herbst élet-halálharcot folytatott a federalisztikus-klerikális célok felé haladó Taaffe-kabinet ellen. 1879-től 1885-ig folytatta Herbst ezt a küzdelmet törhetetlen erővel és pártjával nem egyszer leszavazta a minisztériumot, mely azonban nem tartván magát parlamentáris kormánynak, nem mondott le állásáról. 1885-ben betegeskedés folytán előbb a delegációból, majd a cseh tartománygyűlés terméből is visszavonult (Schmeykra bízván a cseh németek vezetését), a birodalmi gyűlésnek azonban haláláig tagja maradt. Elhunytát a szabadelvű osztrák-németek őszintén gyászolták: nagy tehetségű tudóst és szónokot vesztettek benne. Tanár korában több alapos jogtudományi munkát írt: Handbuch des österreichischen Strafrechts (2 kötet, Bécs 1855, 7. kiad. 1882-84); Die grundsätzlichen Entscheidungen des obersten Gerichtshofes über Fragen des österr. Strafreches (1853, 3. kiad. 1857 és 1860, pótlékot csatolt e munkához); Einleitung in das österr. Strafrecht (1860, 2. kiad. 1871). 1894-ben Bécs városa, melynek díszpolgára volt, díszsírba vitette át hamvait.